# Manu Gavassi
Manu Gavassi (née Manoela Latini Gavassi Francisco le 4 janvier 1993) est une chanteuse, compositrice, actrice, écrivaine et réalisatrice brésilienne

## Biographie
Manu Gavassi est née et a grandi à São Paulo. Elle est la fille de Zé Luiz et de Daniela Gavassi, ainsi que la sœur de Catarina Gavassi. À l'âge de 12 ans, son père lui montre comment jouer de la guitare. À 19 ans, elle quitte la maison familiale et prend des cours d'interprétation.

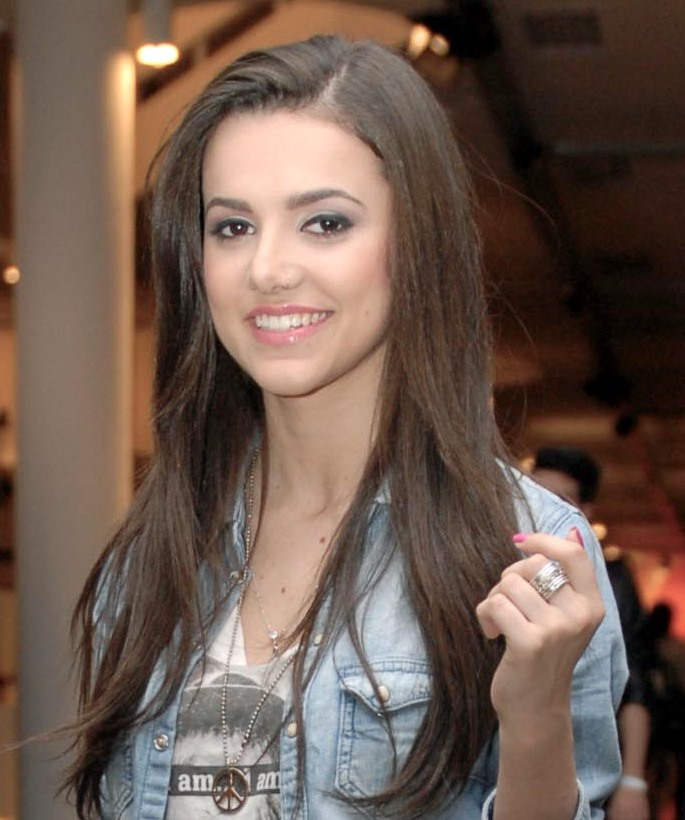
Manu en 2011.

Gavassi commence sa carrière en 2009 comme modèle dans le magazine Capricho (pt). Karol Pinheiro, l'une des journalistes de l'époque à Capricho, découvre que Manu Gavassi chante et lui demande de faire une vidéo pour le site Internet du magazine. Cela la fait connaître et elle enregistre par la suite des reprises de Justin Bieber et Taylor Swift. Elle publicise le tout, ainsi que certaines de ses compositions, sur sa chaîne YouTube. Son père envoie certaines de ses vidéos au producteur Rick Bonadio (en), qui invite l'artiste à enregistrer son premier album studio,.
En deux mois, Manu Gavassi enregistre et lance un album intitulé Manu Gavassi (en) le 31 août 2010,. Son premier single est Garoto Errado.
Gavassi fait son premier spectacle le 18 septembre suivant lors de l'événement NoCapricho 2010. En février 2011, elle lance le single Planos Impossíveis. La même année, sa chanson Garoto Errado est choisie pour la bande sonore de Rebelde.
Les deux singles reçoivent un disque d'or de Pro-Música Brasil.

## Discographie
Albums studio
- Manu Gavassi (en) (2010)
- Clichê Adolescente (en) (2013)
- Manu (2017)

EPs
- Vício (2015)
- Cute But Psycho (2018)
- MINIDOCs Nashville (2019)

| Titre                              | Année | Palmarès | certification (en) | Album              |
| Titre                              | Année | BRA (en) | certification (en) | Album              |
| ---------------------------------- | ----- | -------- | ------------------ | ------------------ |
| Garoto Errado                      | 2010  | 14       | - PMB: Gold        | Manu Gavassi       |
| Planos Impossíveis                 | 2011  | 17       | - PMB: Gold        | Manu Gavassi       |
| Odeio                              | 2011  | 22       |                    | Manu Gavassi       |
| Você Já Deveria Saber              | 2012  | —        |                    | Manu Gavassi       |
| Conto de Fadas                     | 2012  | —        |                    | Clichê Adolescente |
| Clichê Adolescente                 | 2013  | 26       |                    | Clichê Adolescente |
| Segredo (avec Chay Suede (en))     | 2013  | —        |                    | Clichê Adolescente |
| Esse Amor Tão Errado               | 2014  | —        |                    | NC                 |
| Camiseta                           | 2015  | —        |                    | Vício              |
| Direção                            | 2016  | 90       |                    | Vício              |
| Vício                              | 2016  | 73       |                    | Vício              |
| Sozinha                            | 2016  | —        |                    | Vício              |
| Hipnose                            | 2017  | 27       |                    | Manu               |
| Muito Muito                        | 2017  | —        |                    | Manu               |
| Ninguém Vai Saber (avec Agir (en)) | 2018  | —        |                    | Manu               |

## Tournées

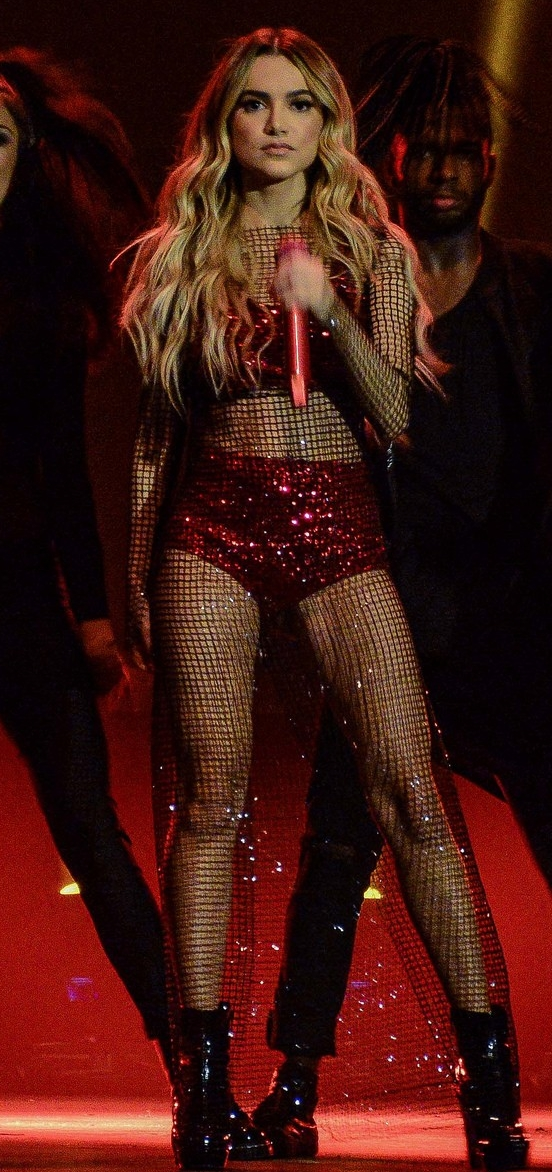
Manu Gavassi en 2017.

- Vício Tour (2015–16)
- Manu Tour (2017)
- Manu Pocket Tour (2018)

## Filmographie
| Année   | Titre                     | Rôle                              | Notes                                  |
| ------- | ------------------------- | --------------------------------- | -------------------------------------- |
| 2011    | Julie e os Fantasmas (en) | Débora                            | épisode : The First Clip               |
| 2014    | Em Família                | Paula Melo (Paulinha)             |                                        |
| 2014–15 | Malhação                  | Victória Nóbrega Oliveira (Vicki) | saison 22                              |
| 2017    | Planeta B                 | Josephine                         | épisode : Appearances Can Be Deceiving |
| 2018    | Z4                        | Pamela Toledo                     |                                        |
| 2020    | Big Brother Brasil        | Participante                      | Saison 20                              |

| Année | Titre                      | Rôle      | Notes        |
| ----- | -------------------------- | --------- | ------------ |
| 2013  | NoCapricho: O Filme        | elle-même | documentaire |
| 2019  | Socorro, Virei Uma Garota! | Melina    |              |

| Année | Titre                           | Rôle     | Notes        |
| ----- | ------------------------------- | -------- | ------------ |
| 2012  | Brave                           | chansons | bande-sonore |
| 2013  | Larry e os Sinistros            | Victoria |              |
| 2014  | Legends of Oz: Dorothy's Return | Dorothy  |              |

| Année | Titre                  | Rôle      | Notes                |
| ----- | ---------------------- | --------- | -------------------- |
| 2010  | Manu Gavassi - A Série | elle-même | série web            |
| 2014  | Clichê Adolescente     | elle-même | documentaire         |
| 2016  | Manu Gavassi: Vício    | elle-même | série web            |
| 2018  | Garota Errada          | elle-même | série web            |
| 2019  | MINIdocs               | elle-même | documentaire musical |